# Goniothalamus simonsii
Goniothalamus simonsii Hook.f. & Thomson – gatunek rośliny z rodziny flaszowcowatych (Annonaceae Juss.). Występuje naturalnie w Indiach – w stanach Asam i Meghalaya.

## Morfologia
PokrójZimozielone małe drzewo lub krzew. Młode pędy są owłosione.
LiścieMają kształt od eliptycznego do podłużnie odwrotnie jajowatego. Mierzą 20–38 cm długości oraz 7–14 cm szerokości. Są skórzaste. Nasada liścia jest prawie ostrokątna. Blaszka liściowa jest o ogoniasto spiczastym wierzchołku. Ogonek liściowy jest owłosiony i dorasta do 10–15 mm długości.
KwiatySą pojedyncze, rozwijają się w kątach pędów. Płatki mają podłużnie lancetowaty kształt i białokremową barwę, osiągają do 3–4 cm długości. Kwiaty mają owłosione owocolistki o podłużnie równowąskim kształcie i długości 3 mm.
OwoceMają podłużny kształt, zebrane w owoc zbiorowy. Osiągają 16 mm długości.

## Biologia i ekologia
Rośnie w lasach. Występuje na wysokości od 500 do 1000 m n.p.m. Kwitnie od maja do czerwca, natomiast owoce dojrzewają w lipcu.